# Ofir Sofer
Ofir Sofer, né le 1er août 1974 à Alma, est un homme politique israélien. Il est actuellement ministre de l’Alyah et de l’Intégration et membre de la Knesset.
Sofer est un ancien major de Tsahal. Il a ensuite travaillé au Ministère du Développement de la Périphérie, du Néguev et de la Galilée.

## Carrière politique
En 2014, il devient secrétaire général du parti orthodoxe -nationaliste Tkuma. Lorsque le parti rejoint l'alliance de l'Union des partis de droite pour les élections à la Knesset d'avril 2019, Sofer est placé quatrième sur la liste des alliances et entre à la Knesset, la liste remportant cinq sièges. Lors des élections de 2021, il se présente sur la liste du Likoud pour la Knesset, en tant que membre du parti Atid Ehad. Le 14 juin, il se sépare du Likoud et fusionne avec le Parti sioniste religieux, après la prestation de serment du 36e gouvernement,. 
Avant les élections de 2022, Sofer se voit attribuer la troisième place sur une liste commune entre le Parti sioniste religieux et Otzma Yehudit et est réélu à la Knesset. Le 29 décembre 2022, Sofer est nommé ministre de l’Alyah et de l’Intégration dans le nouveau gouvernement.